# Martin Hoop

Martin Hoop (ca. 1911)

Carl Martin Hoop (* 14. April 1892 in Lägerdorf, Kreis Steinburg (Schleswig-Holstein); † 11. Mai 1933 in Zwickau) war ein deutscher Kommunist und KPD-Funktionär in Sachsen, der Ernst Thälmann unterstützte und eines der ersten Opfer der NS-Diktatur wurde.

## Leben
Hoop wurde in Lägerdorf nordwestlich von Hamburg geboren. Sein Vater war der Kätner und Maler Johann Martin Hoop (1864–1939). Seine Mutter war Catharine Wilhelmine Auguste geb. Paulsen (1863–1962). Martin war der zweitälteste von 7 Brüdern und 1 Schwester – Heinrich, Johannes, Wilhelm, Helene, Max (als Kind gestorben), Walter und Bernhard. Nach dem Besuch der Volksschule absolvierte Hoop eine Elektrikerlehre in Hamburg. Während der Lehre trat er in die Gewerkschaft ein und wurde Mitglied in einem Arbeitergesangverein. Nach der Lehre ging er auf Wanderschaft. Im Ersten Weltkrieg diente er bei der schweren Artillerie, wurde dann zum Funker ausgebildet und an der Westfront eingesetzt.
Bei Kriegsende ging Hoop nach Bautzen, wo er am 28. Dezember 1918 Anna Elisabeth Frieda Holtsch heiratete. In Bautzen trat er mit seiner Frau zunächst der Unabhängigen Sozialdemokratischen Partei Deutschlands (USPD) bei. Nach Gründung der Kommunistischen Partei Deutschlands (KPD) wurde er Mitglied und später auch Vorsitzender der Ortsgruppe Bautzen der KPD sowie Mitglied der Unterbezirksleitung. Hier war er schon kurz nach seinem Eintritt in die KPD politisch aktiv geworden und Spitzenkandidat der KPD-Liste zur Bautzner Stadtverordnetenwahl am 12. Dezember 1920. 1924 wurde er Vorsitzender des Roten Frontkämpferbundes in Bautzen und als erster Kommunist dort sogar in den Stadtrat gewählt.
Hoop, der musisch interessiert war und selbst Geige spielte, wurde das Dezernat Volksbildung übertragen. Ab 1925 war er Leiter des KPD Unterbezirks Bautzen. Etwa ab dieser Zeit zählte sich Martin Hoop zu den sogenannten Ultralinken, doch trennte er sich 1926 von diesen und ging zur Fraktion um Ernst Thälmann über.
Ende 1926 oder Anfang 1927 wurde er als Organisationssekretär (Orgleiter) in die KPD-Bezirksleitung Ostsachsen nach Dresden berufen, wo er in der Hegerstraße 10 im Stadtteil Plauen wohnte. Die Funktion übte er bis 1929 aus. 1930, nach der Zusammenlegung der drei sächsischen Bezirke, übernahm er in der Redaktion der Dresdner Arbeiterstimme die Gewerkschafts- und Arbeiterkorrespondenz. In Dresden hatte er auch Kontakt zu Künstlern. Die Malerin und Grafikerin Lea Grundig erinnerte sich an eine Veranstaltung mit ihm: „Es war kein Vortrag etwa kunstgeschichtlicher Art, auch sprach er kein Wort über künstlerische Formprobleme. Aber er sprach mit dem lebendigen Interesse eines klugen, interessierten Menschen über die Kunst, die auch zu ihm sprach, auch ihn anging. Er äußerte seine Meinung dazu von dem Gesichtspunkt aus, wieweit uns diese Bilder halfen, dem Arbeiter seine Lage bewußt zu machen.“
Die Ehe mit Frieda blieb kinderlos. Nach der Scheidung am 27. März 1931 wurde Hoop 1932 Sekretär (Pol-Leiter) des KPD-Unterbezirkes Zwickau. In dieser Funktion war er für die Organisation von Kundgebungen und Demonstrationen gegen die drohende Machtübernahme der NSDAP tätig sowie in der Vorbereitung der KPD-Organisation auf die illegale Arbeit. Im Frühjahr 1933 ging er unter dem Decknamen „Peter“ in Chemnitz in die Illegalität. Er sollte dort das Erscheinen der illegalen Parteizeitung „Der Kämpfer“ sichern. Schon am 2. Mai 1933 wurde er jedoch gefasst und verhaftet.

## Verhaftung und Tod

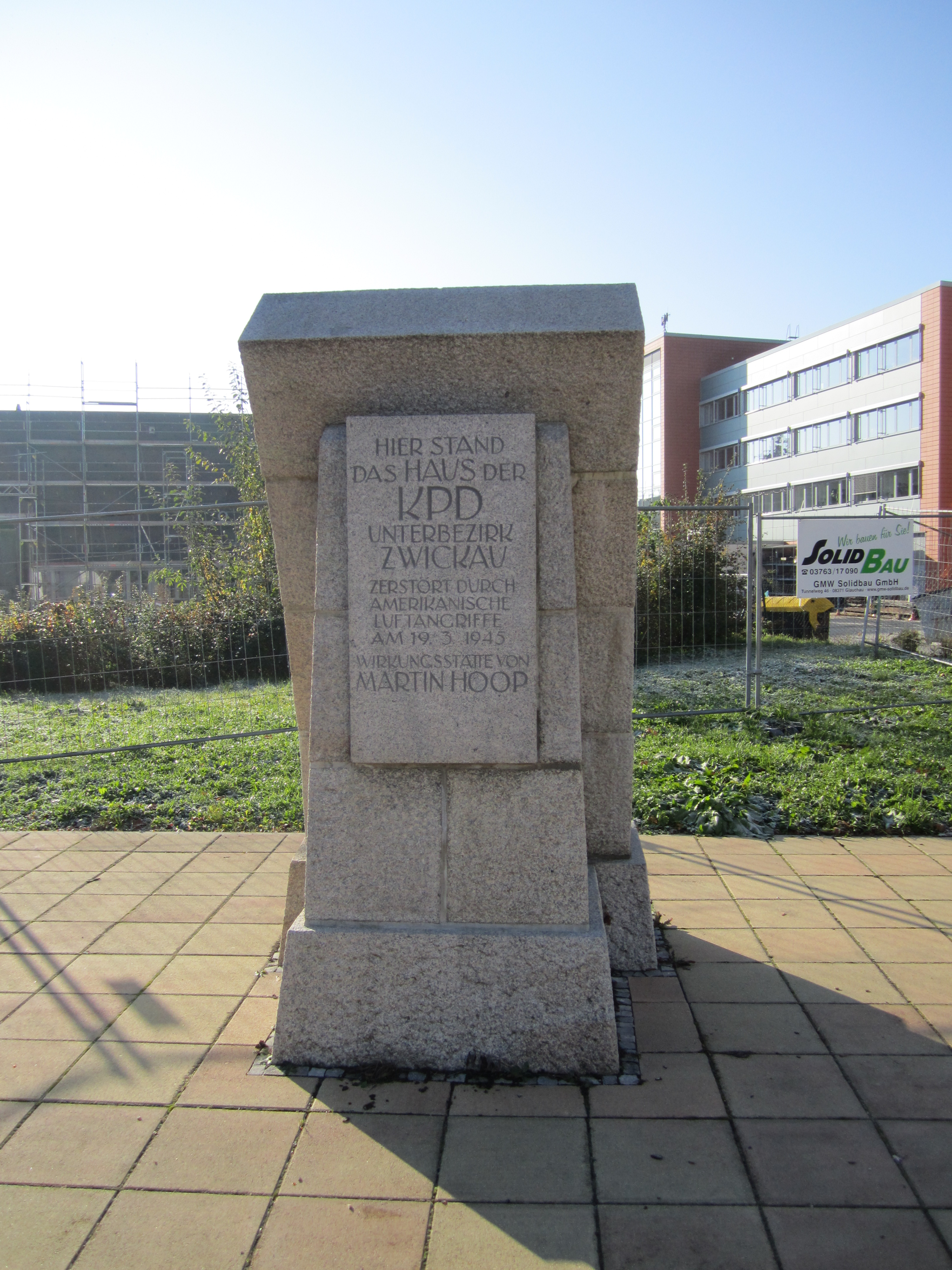
Gedenkstein für das durch Bombenangriffe zerstörte Haus der KPD in Zwickau, letzte Wirkungsstätte von Martin Hoop

Die Umstände der Verhaftung von Martin Hoop verweisen darauf, dass weder ein Gerichtsverfahren gegen ihn stattgefunden hat noch er aufgrund eines Haftbefehls verhaftet wurde. Sehr wahrscheinlich hat ihn die Gestapo oder die SA aufgrund seiner politischen Haltung eingekerkert. In den Unterlagen der DDR-Justiz sind zwei Notizen verzeichnet, die sich mit Verbrechen im Konzentrationslager Schloss Osterstein im Jahre 1933 befassen, hier wird Hoop erwähnt.
Die erste Notiz enthält folgende Eintragung:

„Verhaftung von listenmäßig erfassten Antifaschisten, die mit Stöcken, Gummiknüppeln, Hundepeitschen und anderen Gegenständen bis zur Bewusstlosigkeit geschlagen wurden. Verschiedene trugen Knochenbrüche davon, manchen wurde das Gebiss ausgeschlagen oder andere schwere Verletzungen beigebracht. Unter den Misshandelten befanden sich auch die Arbeiterfunktionäre Franz Dziebko und Martin Hoop, wobei ersterer seinen Verletzungen kurz darauf erlag und Martin Hoop bei einer späteren Misshandlung ebenfalls starb.“

Eine zweite Notiz, die sich mit Spitzeldiensten für das NS-Regime befasst, führt weiter aus:

„Der Angeklagte (Z.) war von 1931 bis 1933 Mitglied der KPD. Er wurde als Kraftfahrer und besonderer Vertrauter des Unterbezirksleiters der KPD, Martin Hoop, eingesetzt. Auf Grund von verschiedenen Ereignissen entstand der Verdacht, dass Z. Spitzeldienste für die Polizei leistete. In der Verhandlung wurde nachgewiesen, dass er solche Dienste geleistet hat, insbesondere nach seiner im Mai 1933 erfolgten Verhaftung. Unter diesen Voraussetzungen ist er auch mitverantwortlich für die Ermordung des Genossen Martin Hoop. In der Folgezeit hat er sich dann bereit erklärt, für die Gestapo als Spitzel tätig zu sein.“

Offenbar hatte der Angeklagte Z. Martin Hoop verraten. Am 2. Mai 1933 wurde Hoop im Erfrischungsraum des Kaufhauses „Tietz“ in Chemnitz verhaftet und nach Schloss Osterstein in Zwickau überführt, das zu jener Zeit als Konzentrationslager diente. Gegen Angehörige des Wachpersonals des Zuchthauses Zwickau wurde nach 1945 ein öffentlicher Prozess geführt, worin Einzelheiten über die Misshandlung von Häftlingen eingehend berichtet werden, aus denen folgende Aussage sich auf den Tod Martin Hoops in der Nacht vom 10. zum 11. Mai 1933 bezieht.

„Es wird der Zeuge Arno Z. aus der Haft vorgeführt. ‘Ich war bis 1933 Kraftfahrer bei Martin Hoop und zugleich sein engster Mitarbeiter…Am 10. oder 11. Mai…ich lag neben der Zelle von Martin Hoop und habe im Unterbewusstsein des Nachts nebenan Geräusche gehört. Als ich am nächsten Morgen zum Austreten geführt wurde, stand die Zellentür von Martin Hoop offen und auf dem Fussboden sah ich eine Lache Blut…Martin Hoop war verschwunden’…“

Martin Hoops Leichnam ist nie gefunden worden.
In einem Brief vom 27. Dezember 1949 an die Geschäftsstelle der Vereinigung der Verfolgten des Naziregimes (VVN) Bautzen schrieb ein Bautzener Nachbar der ehemaligen Ehefrau von Martin Hoop folgendes:

„Betreff: Angelegenheit Frau Frieda Hoop, Bautzen, Krottenschmidtstr. 7…Ich wohnte von 1925–1939 in der Krottenschmidtstr. 5 und wir waren als Nachbarn gut bekannt…Nach der sogenannten Machtübernahme durch die NSDAP 1933 kursierte das Gerücht, dass man den Genossen Hoop beseitigt hatte. Frau Hoop bat mich ihr bei den Nachforschungen nach ihrem Mann zu helfen. So verfasste ich in gewissen Zeitabständen 5 Schreiben an die Geh. Staatspolizei. Während dieser Zeit erfuhren wir, durch Indiskretion des Polizeiwachtmanns Adam, das der Genosse Hoop wahrscheinlich tot sei. Dementsprechend hatte ich die beiden letzten Schreiben etwas bestimmter gehalten, was nun die SA Brigade Bautzen veranlasste, den Sturmführer Schmoller zu Frau Hoop zu schicken und ihr das Schreiben zu verbieten. Er tat dies mit folgenden Worten: Wenn politische Gegner tot sind, können sie nicht mehr gefährlich werden: Wenn Sie nicht aufhören mit Ihrem ‚Kladderadatsch‘, dann werden wir das unterbinden. Wir haben dann die Nachforschungen eingestellt, zumal der gewaltsame Tod des Genossen Hoop zum offenen Geheimnis wurde…“

Als offizielle Todesursache des NS-Regimes wurde diesmal nicht das meist verwendete „auf der Flucht erschossen“ vermerkt, sondern in  den offiziellen Berichten nach Dresden hieß es, „er sei geflohen“.

## Bedeutung
In der Zeitgeschichte der KPD in Sachsen wurde der Bautzener Stadtrat Martin Hoop als Ernst-Thälmann-Unterstützer bekannt. Hoop war einer der wenigen KPD-Funktionäre, der sich der Theorie der relativen Stabilisierung in der Weimarer Republik entgegensetzte (siehe Reichspräsidentenwahl 1925), eine Rückkehr zum Parteistand verlangte, der auf dem 10. KPD-Kongress (Juli 1925) angenommen wurde (d. h. nur Wochen vor der Intervention der Komintern) und seine Parteikollegen darauf aufmerksam machte, dass die Einheitsfrontpolitik in Sachsen erfolglos war.
Im Herbst 1923 wurde in der Bautzener Maschinenfabrik Münckner & Co. ein umfangreiches Waffenlager entdeckt. In einer gemeinsamen Aktion stellte eine Gruppe Arbeiter, Kommunisten und Sozialdemokraten die Waffen sicher, was zu einer Gerichtsverhandlung gegen mehrere Angeklagte führte. Zu ihnen gehörten außer Hoop auch der sozialdemokratische Arbeiterschaftsekretär Konrad Arndt und kommunistische Arbeiter wie Kurt Pchalek. Wegen Vorbereitung zum Hochverrat wurde Pchalek zu 15 Monaten Gefängnis verurteilt. Hoop und Arndt wurden freigesprochen.
Auf einer öffentlichen Versammlung der KPD in Bautzen am 2. Mai 1924, auf der auch der Reichstagsabgeordnete Siegfried Rädel referierte, hielt Martin Hoop ein Referat über die 1.-Mai-Demonstration der Arbeiter und das Vorgehen der Bautzener Polizei, „das er als schmachvoll und brutal bezeichnete.“ Am 5. September referierte wieder Rädel über das Thema Dawes-Plan und „Wie sollen die Reparationen bezahlt werden“.

„„…An der Debatte war ein Sozialdemokrat, Arndt, der niedergeschrien worden ist und demzufolge nicht zu Worte kam und der Kommunist Hoop, beteiligt … Auf Anregung des Hoop wurde zum Schluss der Versammlung noch eine Resolution angenommen zwecks Haftentlassung des kommunistischen Genossen Pchalek, der wegen angeblicher Bildung von Terrorgruppen noch in Haft sitze …“ Neben anderen Tätigkeiten leitete Hoop während seines Dienstes als Dezernent in Bautzen auch eine Demonstration gegen den 1925 in Leipzig stattfindenden Tscheka-Prozess (siehe Rote Hilfe Deutschlands). „Der ganze Zug glich seiner Aufmachung nach eher einem Faschingszug, als einer Protestdemonstration.“ Siegfried Rädel stellte darauf fest, obwohl „der intellektuelle Spiritus rector Hoop ist …[:] Er hat so gut wie keine Unterstützung hinter ihm.““

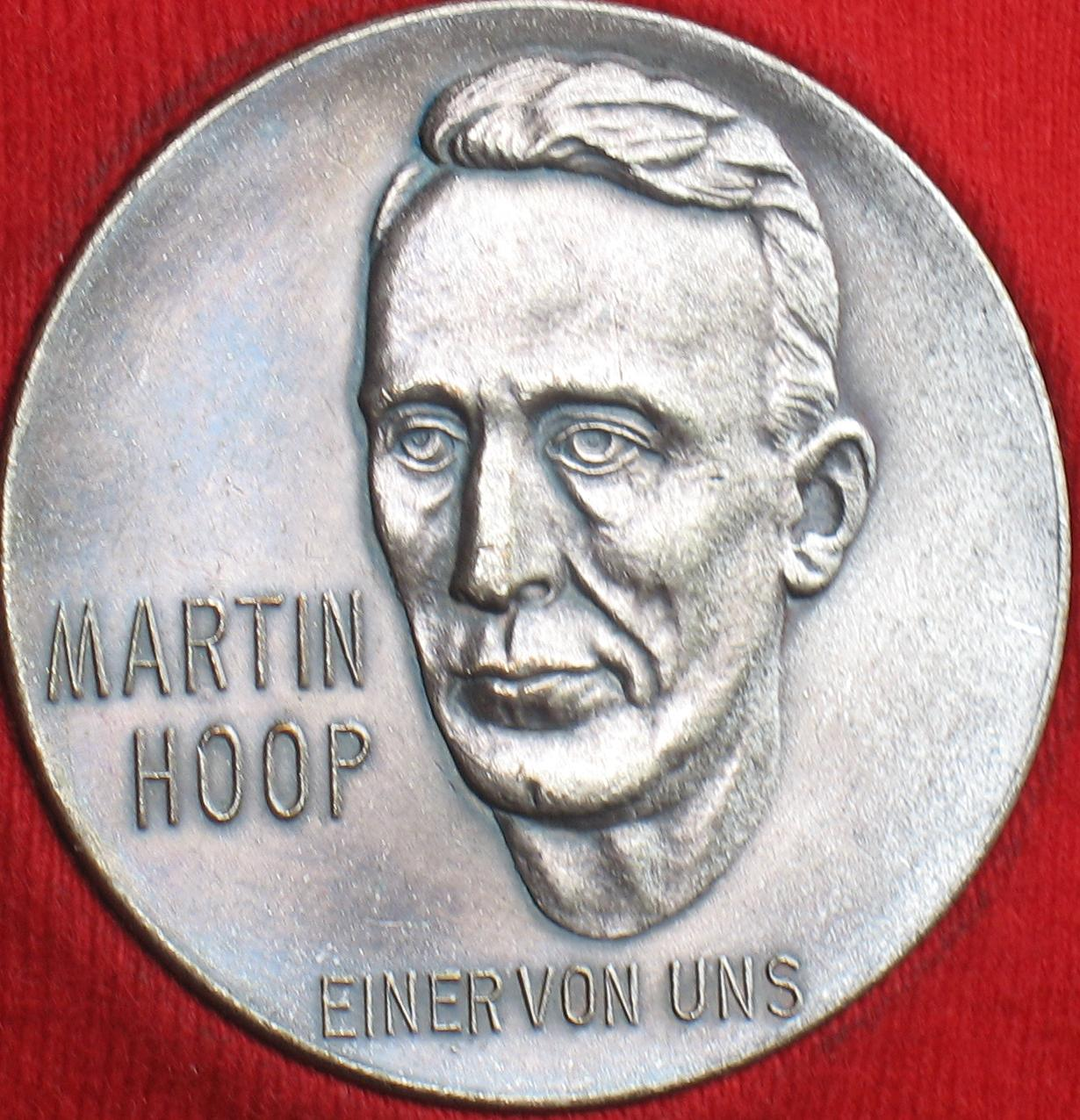
Ehrengabe des VEB Steinkohlenwerk Martin Hoop Zwickau

Die lokale Schwäche der KPD in Ostsachsen ermöglichte eine frühere und wirkungsvollere Leitung der Parteiangelegenheiten durch Funktionäre wie Siegfried Rädel, der zusammen mit der linken Majorität die Politik von Ernst Thälmann stützte. Die ostsächsische Bezirksleitung war aber von der Thälmann-Stalin-Korrespondenz ahnungslos und schickte dem Zentralkomitee der KPD eine zustimmende Resolution. Martin Hoop war einer der acht Unterzeichner.
Die Frage in der sächsischen KPD war, wie die Einheitsfront ausschließlich von unten einzuführen sei. Eine Form dieser Taktik wurde von Siegfried Rädel befürwortet, der in Verbindung mit dem Zentralkomitee der KPD Fabriksitzungen und eine Briefkampagne an einzelne SPD-Arbeiter veranlasste. Martin Hoop blieb aber weiter dabei, keinen Kontakt mit lokalen SPD-Funktionären aufzunehmen.
Von politischen Entwicklungen enttäuscht, dachte Martin Hoop zeitweise daran, ein „neues Leben“ in der „Neuen Welt“ aufzunehmen. Er blieb aber in Sachsen in der revolutionären Zwickauer Arbeiterbewegung tätig.

## Ehrungen
Nach dem Zweiten Weltkrieg wurde das Steinkohlenwerk Morgenstern ihm zu Ehren 1948 in VEB Steinkohlenwerk „Martin Hoop“ benannt. Dort wurde 1972 auch ein Gedenkstein für ihn aufgestellt: „Den von Fahnen aus gebranntem Aluminium umgebenen Marmorstein ziert der Name des aufrechten Kommunisten sowie sein Geburts- und Todestag. Die Entwürfe hatten Mitglieder des Mal- und Zeichenzirkels aus dem Werk geschaffen, der sich unter Leitung des Malers Karl Heinz Jakob zu einem der profiliertesten Volkskunstkollektive der DDR entwickelt hat.“
Das Grenzausbildungsregiment 7 in Halberstadt erhielt am 1. März 1972 den Ehrennamen „Martin Hoop“. Die Kaserne wurde „Martin-Hoop-Kaserne“ genannt.
In den Orten Bautzen, Großdubrau, Werdau und Zwickau ist eine Straße, in Zwickau ebenso ein Kindergarten ihm zu Ehren benannt. Bis 1991 trug die ehemalige Georgenschule in Zwickau seinen Namen.